# Tetrix jinshajiangensis
Tetrix jinshajiangensis är en insektsart som beskrevs av Zheng, Z. och F-m. Shi 2001. Tetrix jinshajiangensis ingår i släktet Tetrix och familjen torngräshoppor. Inga underarter finns listade i Catalogue of Life.